# Antoine Masson (physicien)
Pour les articles homonymes, voir Antoine Masson et Masson.
 (novembre 2019).
Si vous disposez d'ouvrages ou d'articles de référence ou si vous connaissez des sites web de qualité traitant du thème abordé ici, merci de compléter l'article en donnant les références utiles à sa vérifiabilité et en les liant à la section « Notes et références ».
Antoine Masson, né le 23 août 1806 à Auxonne et mort le 1er décembre 1860 à Paris, est un physicien français.
On lui doit l'invention de la bobine d'induction (en collaboration avec Louis Breguet) que Ruhmkorff perfectionna pour en faire la fameuse bobine qui porte son nom. Il réalisa des essais de transmission télégraphique au collège royal de Caen.
Ses travaux et publications couvrent des domaines aussi variés que la photométrie, l'induction, les mouvements des fluides…
Il fut notamment professeur à l'École centrale et au collège royal Saint-Louis.

## Biographie
Antoine Masson est issu d'une famille de marchand drapiers bourguignons. Son père, Pierre-Antoine Masson-Four, pharmacien à Auxonne, emménagea à Dijon en 1812. Dans le contexte de pénurie lié aux guerres napoléoniennes, son père fait des recherches pour synthétiser du sucre à partir de fécule de pomme de terre. Ayant acquis une certaine notoriété scientifique, il est nommé en 1824 professeur à la nouvelle École royale forestière de Nancy. 

### Études
En 1824 Antoine Masson termine ses études secondaires au collège royal de Nancy, et, après l'obtention du baccalauréat ès lettres, s'engage à dix-huit ans dans un régiment d'artillerie. Après une année, il quitte l'armée pour prendre en janvier 1825 le poste de préparateur de physique et de chimie auprès de son père à l'École royale forestière. Il suit ensuite son père à Paris, devenu directeur du Journal d'agriculture pratique, et fait de 1828 à 1830 des études supérieures scientifiques à l'École préparatoire près le collège royal Louis-le-Grand (future 3e école normale), où il suit les conférences de physique d'Eugène Péclet, et à la faculté des sciences de Paris, où il suit les cours de physique de Pierre Louis Dulong et Claude Pouillet et y obtient le obtient le baccalauréat ès sciences en 1828 et les licences ès sciences mathématiques, ès sciences physiques et ès sciences naturelles en 1830.

### Carrière
En octobre 1829 il est chargé de conférences aux élèves de philosophie à l'École préparatoire. Nommé agrégé des sciences en octobre 1830, il est tout d'abord appelé à Montpellier, mais est finalement nommé élève-répétiteur à l'École normale en novembre. Le 28 septembre 1831 il est nommé () à titre provisoire professeur de physique et chimie au Collège royal de Caen en 1831, et devient titulaire de la chaire en 1834. Il rédige les notes du cours d’acoustique donné par Félix Savart en 1833-1834 au Collège de France. Masson est nommé en 1835 membre du conseil académique de Caen, puis en 1836 membre de la commission d'instruction primaire du Calvados, et en 1837 membre de la commission de surveillance de l'école normale primaire du Calvados. 
Il obtient en 1839 le doctorat ès sciences physiques devant la faculté des sciences de Paris (1re thèse : Théorie physique et mathématique des phénomènes électro-dynamiques et du magnétisme, 2e thèse : Mémoire sur l'action exercée par le chlorure de zinc sur l'alcool). Le 2 mars 1839, il est nommé agrégé-suppléant au collège royal Saint-Louis, en remplacement de Pierre Henri Blanchet, pour la chaire de Jacques Babinet et est membre du jury du concours d'agrégation pour les classes des sciences à partir de 1839 (puis sciences physiques à partir de 1841). C'est Paul Desains qui est tout d'abord chargé de sa suppléance à Caen, puis Jules Jamin. 
En janvier 1840 il est chargé provisoirement de la suppléance de Claude Pouillet à la faculté, et en octobre 1840 il est nommé agrégé de physique près la faculté des sciences de Paris. En novembre 1841, Masson est également nommé professeur de physique générale à l'École centrale des arts et manufactures,. 
Le 30 septembre 1842, il est chargé de suppléer Jean-Baptiste-Antoine Thillaye au collège royal Louis-le-Grand,. En novembre 1842 il est à nouveau chargé, comme agrégé près la faculté, de la suppléance provisoire de Pouillet à la faculté des sciences de Paris. 
En 1844, Thillaye est admis à la retraite (il était titulaire de la chaire de physique de Louis-le-Grand depuis 35 ans) et Masson est nommé provisoirement professeur le 20 septembre. 
Masson devient titulaire de la chaire de physique du collège royale Louis-le-Grand le 27 mars 1847 (professeur de première classe en 1853) poste qu'il conserve jusqu'à sa mort à l'âge de 54 ans en 1860, se faisant suppléer la dernière année par François Honoré Lechat le 31 octobre 1859 puis lui succède le 28 août 1861.
Masson était membre de la Société philomathique de Paris et de la Société d'encouragement pour l'industrie nationale.